# Proyecto Chanology

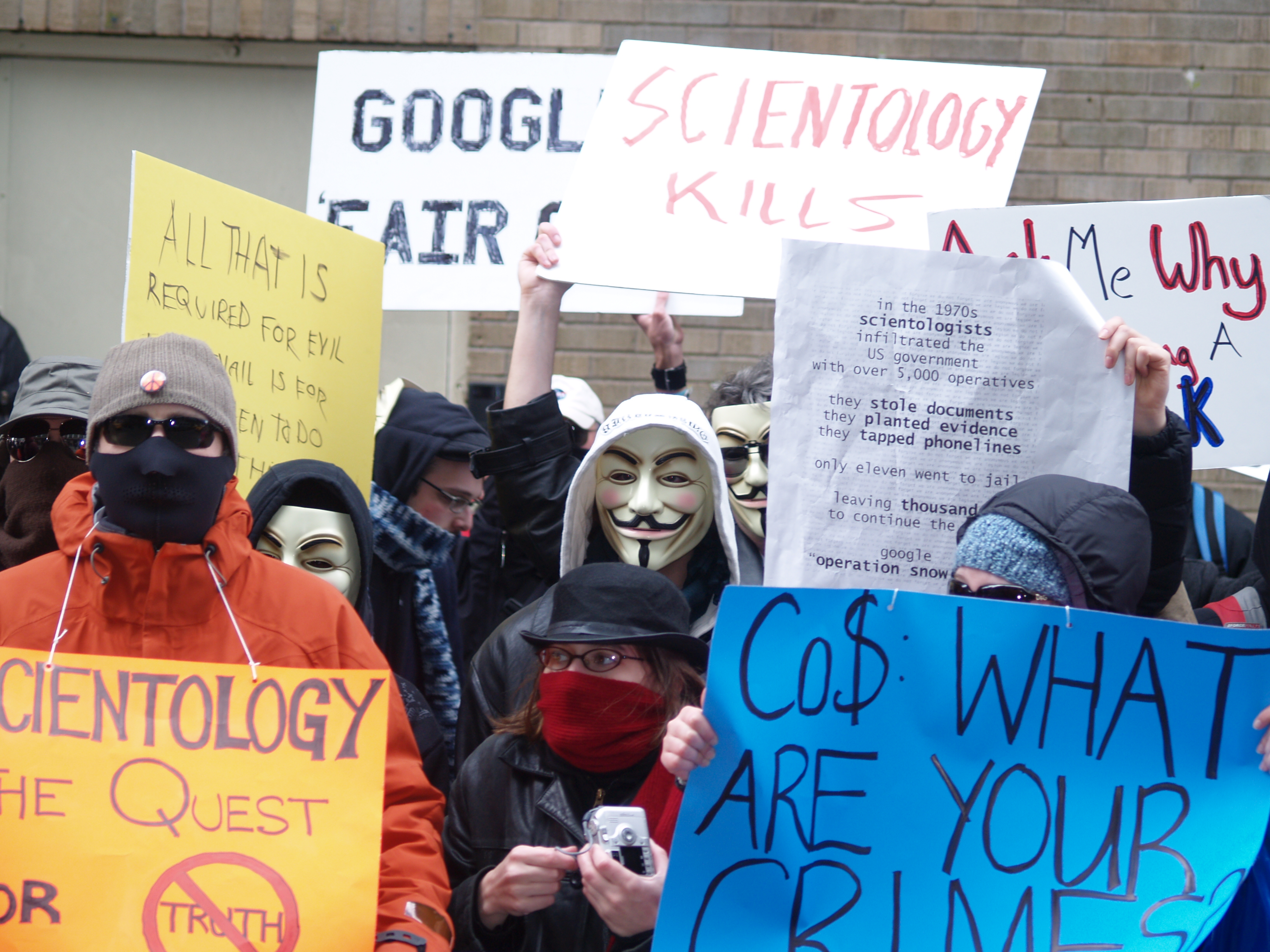
Protesta del 10 de febrero de 2008 contra la Iglesia de la Cienciología.

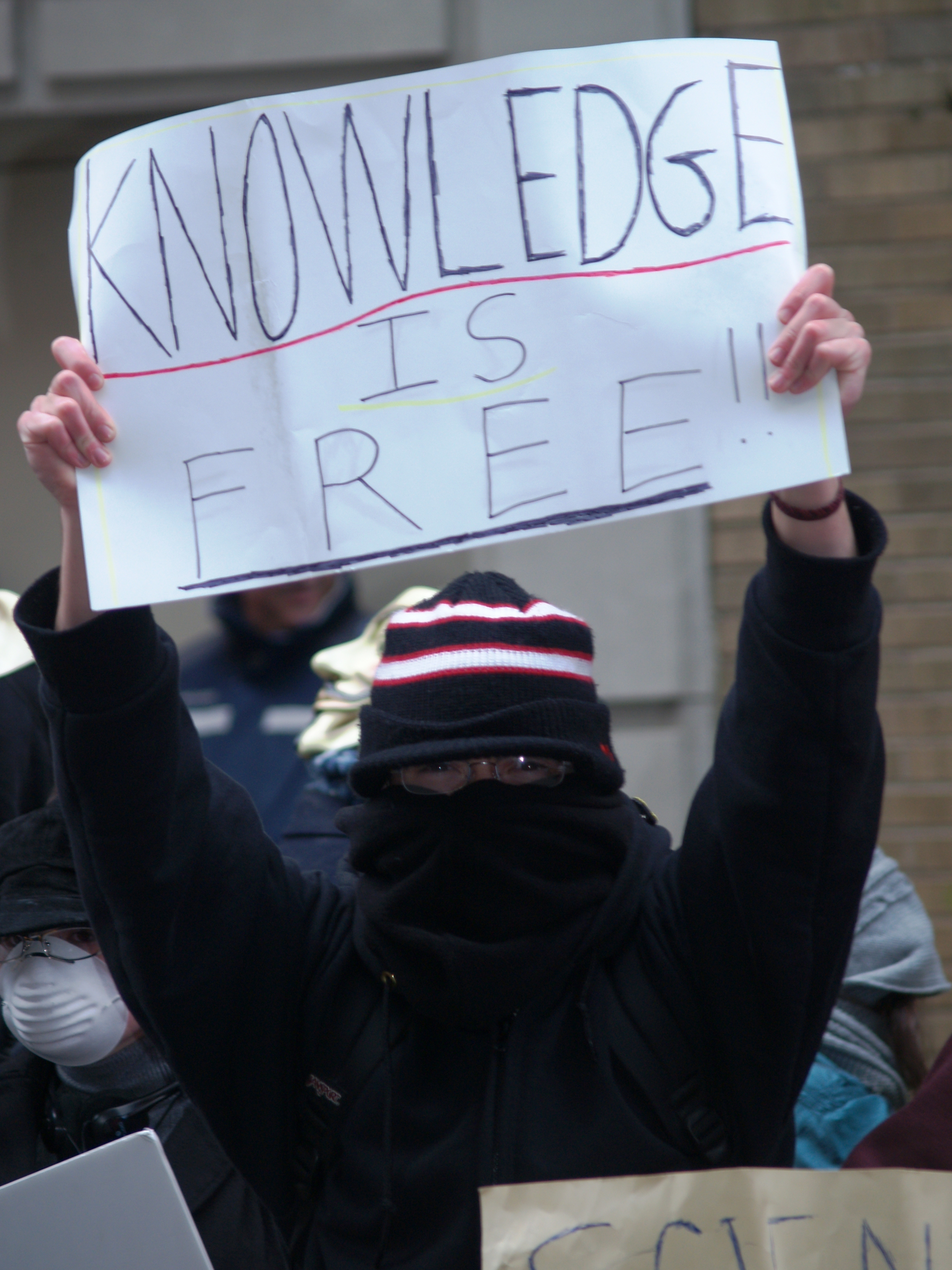
La eliminación del vídeo de Tom Cruise sobre la cienciología de YouTube es una de las razones por las que la Iglesia de la Cienciología es acusada de censurar información sobre sí misma.

Proyecto Chanology (en inglés: Project Chanology), también conocido como Operación Chanology, es una serie de protestas que comenzaron en Internet, promovidas por el grupo Anonymous, en contra de la Iglesia de la Cienciología. También se llama Proyecto Chanology al sitio web del mismo nombre, utilizado por el grupo Anonymous para planificar y coordinar las acciones. El proyecto en principio fue la respuesta a los intentos por parte de la Iglesia de la Cienciología de retirar de Internet un vídeo promocional de exclusivo uso interno donde aparece Tom Cruise, un conocido cienciólogo.
El proyecto fue lanzado públicamente en forma de un video publicado en YouTube, denominado «Mensaje a la cienciología» (en inglés: Message to Scientology), el 21 de enero de 2008. El vídeo expone que Anonymous (‘Anónimo’) considera las acciones de la Iglesia de la Cienciología como censura, y manifiesta la intención del grupo de «expulsar a la iglesia de Internet».
Esto fue seguido de ataques de denegación de servicio (ataques DDOS)), y después, envíos de faxes negros, bromas telefónicas y otras medidas destinadas a paralizar las operaciones de la Iglesia de la Cienciología. Al obtener cierto apoyo de la comunidad internauta y muchos nuevos miembros, el grupo cambió de táctica enfocando sus acciones hacia los métodos legales, incluyendo protestas no violentas y un intento de hacer que Internal Revenue Service (‘servicio de Hacienda’), una agencia del Departamento del Tesoro de los Estados Unidos, investigue el estatus de exención del pago de impuestos que la Iglesia de la Cienciología disfruta en Estados Unidos.
Las reacciones de la Iglesia de la Cienciología en relación con las acciones del grupo Anonymous han sido variadas. Un portavoz declaró que los miembros del grupo «han recibido información errónea» acerca de la cienciología. Otro se refirió al grupo como «patético» grupo de «fanáticos de la tecnología informática». Algunos detractores de la cienciología han criticado las acciones del Proyecto Chanology, afirmando que dan a la Iglesia de la Cienciología la «carta de la persecución religiosa». Otros críticos del Proyecto Chanology han cuestionado la legalidad de sus métodos. Tras moderar las propuestas, algunas personas, tales como Mark Bunker y Tory Christman, que inicialmente criticaban sus tácticas ilegales, han intervenido en apoyo del proyecto.

## Antecedentes
La Iglesia de la Cienciología, durante su historia, ha tenido conflictos con varios grupos de Internet. En 1995, los abogados de la Iglesia de la Cienciología trataron de eliminar de Usenet el grupo de noticias alt.religion.scientology (a.r.s). Este intento fracasó y fue contraproducente, porque le dio publicidad al grupo a.r.s. El conflicto con a.r.s llevó a un grupo de hackers llamado Cult of the Dead Cow a declarar la guerra a la Iglesia de la Cienciología.
La Iglesia de la Cienciología mantuvo durante 10 años una campaña judicial contra la escritora holandesa Karin Spaink y varios proveedores de servicios de Internet acusándoles de enviar unos documentos que supuestamente eran enseñanzas secretas de la organización. Los esfuerzos de la Iglesia de la Cienciología terminaron en una derrota jurídica en un tribunal de los Países Bajos en 2005.

### El vídeo de Tom Cruise

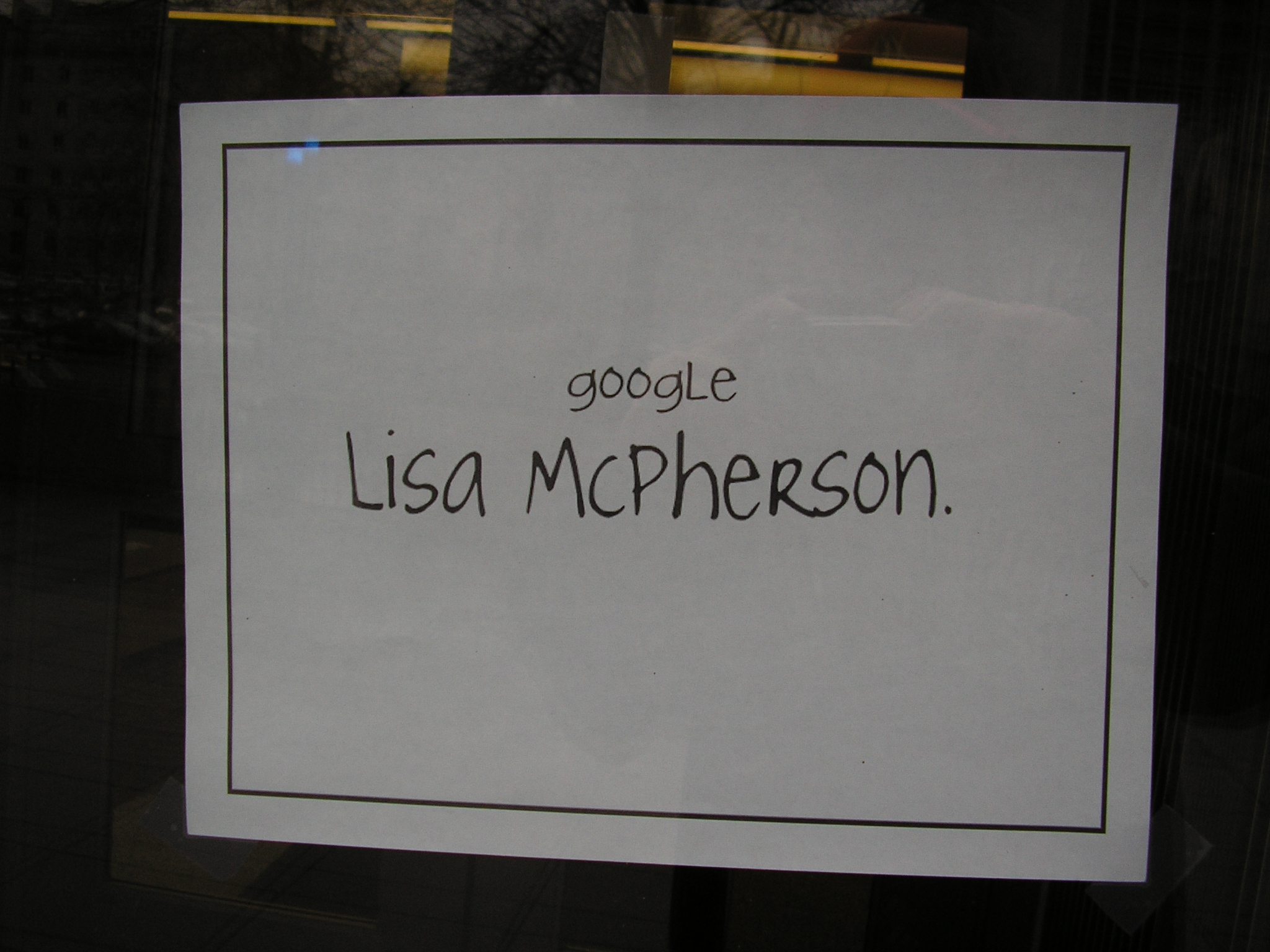
Un volante, que apareció durante Proyecto Chanology en las torres Litchfield de la Universidad de Pittsburgh, pedía a los transeúntes que investiguen sobre la muerte de Lisa McPherson. 29 de enero de 2008.

El 16 de enero de 2008 un vídeo producido por la Iglesia de la Cienciología, que consistía en una entrevista con Tom Cruise, se filtró a Internet y apareció en YouTube. En el vídeo, con la música de la película Misión: Imposible de fondo, Tom Cruise afirma que «los cienciólogos son las únicas personas que pueden ayudar en un accidente de coche», y «son una autoridad en hacer que la gente deje las drogas». Según The Times, Tom Cruise estaba «exaltando las virtudes de la cienciología». Según The Daily Telegraph, Cruise "se mostraba como algo maniaco y con un efusivo amor por la cienciología".
La Iglesia de la Cienciología afirmó que el vídeo material de YouTube y otros sitios web estaba «pirateado y editado» y que formaba parte de un vídeo de tres horas de duración hecho por miembros de la cienciología sobre el que tenía derechos de autor. Luego amenazó con llevar a juicio a YouTube, por lo que este tuvo que quitar el vídeo. Abogados de la Iglesia de la Cienciología mandaron una carta a Gawker.com exigiendo que ellos también debían retirar el vídeo, pero Nick Denton, de Gawker.com, dijo: «Es de interés informativo, y no lo vamos a retirar».

### Formación
Los usuarios de tablones de imágenes o imageboards, de habla inglesa, 711chan.org y 4chan, la wiki asociada partyvan.info, y varios canales de IRC (colectivamente conocidos como Anonymous) formularon el Proyecto Chanology el 16 de enero de 2008, después de que la Iglesia de la Cienciología acusara a YouTube de violar sus derechos de autor hospedando material procedente del vídeo de Tom Cruise.
Andrea Seabrook, del programa de radio All Things Considered, en la National Public Radio (NPR) informó que Anonymous era anteriormente conocido por sus «bromas tecnológicamente sofisticadas», spamming en salas de chat en línea, y «pedir docenas de pizzas para las personas que no les agradan».

## Actividades de Proyecto Chanology

### Acciones en Internet
El Proyecto Chanology comenzó su campaña organizando y cometiendo una serie de ataques de denegación de servicio hacia páginas web de cienciología y saturando los centros de cienciología con llamadas en broma y faxes en negro. El grupo tuvo éxito en dejar fuera de línea sitios web locales y globales de la cienciología en varias oportunidades entre el 18 de enero de 2008 y el 25 de enero del mismo año. El grupo anteriormente había tenido éxito en dejar inaccesibles muchos sitios web sobre la cienciología y filtrando documentos supuestamente robados de computadoras de cienciólogos.
Los ataques de denegación de servicio hacia Scientology.org inundaron el sitio con 220 megabits de tráfico, un ataque de rango medio. Al hablar con SCMagazineUS.com, un experto en seguridad de Top Layer Networks, Ken Pappas, dijo que el cree que botnets fueron utilizados por Anonymous en su operación: «Hay maneras en las que uno puede hacerse propietario de los bots que ya tienen dueño y así lanzar un ataque simultáneo hacia [algo] como la iglesia desde 50 000 computadoras, simultáneamente».
El 21 de enero de 2008, Anonymous anunció sus metas e intenciones a través de un vídeo publicado en YouTube, titulado «Mensaje a la cienciología», y un comunicado de prensa declarando la «guerra contra la Cienciología» dirigido a la Iglesia de la Cienciología y al Religious Technology Center (RTC). En el comunicado de prensa, el grupo declaró que los ataques contra la Iglesia de la Cienciología continuarían con el fin de proteger la libertad de expresión y para terminar con lo que ellos denominaron como la explotación financiera de sus miembros.
El vídeo de Tom Cruise es mencionado expresamente en el comienzo del vídeo de Anonymous en YouTube, y se le denomina como un «vídeo de propaganda». El vídeo utiliza una voz sintetizada e imágenes de nubes, mientras que el portavoz se dirige directamente hacia los líderes de la cienciología:
«Los reconocemos como un oponente serio, y estamos preparados para una muy larga campaña. Ustedes no prevalecerán por siempre en contra de las molestas masas de la clase política. Los métodos, hipocresía, e ingenuidad de su organización han hecho sonar sus campanas fúnebres. No se pueden ocultar; estamos en todas partes». Continuando con: «Vamos a proceder a expulsarlos de la Internet y desmantelar sistemáticamente la Iglesia de la Cienciología, en su forma actual… Somos Anonymous. Somos legión. No perdonamos. No olvidamos. Cuenten con nosotros».
Cuatro días después de ser publicado, el 25 de enero de 2008, el vídeo ya había sido visto 800 000 veces y, para el 8 de febrero de 2008, ya contaba con 2 millones de vistas. El autor Warren Ellis denominó al vídeo «aterrador en sí mismo» y un «manifiesto, una declaración de guerra, un film político fuerte».
En respuesta a los ataques, la Iglesia de la Cienciología trasladó su dominio a un lugar más protegido. El 21 de enero de 2008 Scientology.org se mudó a una empresa que se especializa en la protección de otras páginas de Internet de ataques de denegación de servicio, llamado Prolexic Technologies. Los ataques contra el sitio se incrementaron, y CNET News informó de que «un gran asalto» tuvo lugar a las 18:00 h el 24 de enero de 2008. Anonymous intensificó sus ataques contra la cienciología y el 25 de enero de 2008 el sitio se encontró inaccesible.
En otro vídeo publicado en YouTube, Anonymous habla a las organizaciones de noticias que cubren el conflicto, y critica a los medios de comunicación por no mencionar las protestas que el grupo ha hecho hacia ciertos aspectos controvertidos en la historia de la Iglesia de la Cienciología, citando como ejemplo la muerte de Lisa McPherson. Este segundo vídeo fue retirado el 25 de enero de 2008, con YouTube citando una «violación de condiciones de uso».
Un bloguero de Wired, Llamando a Anonymous: «una pandilla de alborotadores informáticos», informó de que al tratar de sobrepasar los servidores de Prolexic donde se aloja la web a la Iglesia de la Cienciología, los usuarios de un ataque de denegación de servicio mal configurado terminaron atacando una escuela secundaria en Holanda. Otro grupo de piratería informática relacionados con el proyecto, llamados los «g00ns», equivocadamente dirigieron un ataque hacia un hombre de 59 años en Stockton, California. Publicaron su número telefónico, dirección y también el número del seguro social de su esposa en Internet para que otros los atacaran. Creían que el hombre estaba detrás de una serie de contraataques dirigidos a varios sitios web del Proyecto Chanology por parte del Régimen, un grupo contrahackeo, que había derrumbado uno de los sitios web de planificación del Proyecto Chanology. El grupo está tratando de obtener la información personal de las personas involucradas en el Proyecto Chanology para enviarle dicha información a la Iglesia de la Cienciología. Al descubrir que tenían en el blanco a una pareja inocente, uno de los miembros del grupo de los g00ns los llamó y se disculpó.
Un nuevo vídeo, «Llamado a la acción», apareció en YouTube de 28 de enero de 2008, pidiendo protestas frente a los centros de la Iglesia de la Cienciología el 10 de febrero de 2008. Al igual que con los vídeos anteriores, los dos minutos de vídeo utilizan una voz sintetizada e imágenes de un cielo nublado. El vídeo se acompaña de un texto transcrito en versión de inglés británico. Este vídeo negó que el grupo se compusiera de «súperhackers», declarando: «Al contrario de las suposiciones de los medios de comunicación, Anonymous no es “un grupo de súperhackers” […] Anonymous somos todos y estamos en todas partes. No tenemos líderes, ni una sola entidad que nos dirija». El vídeo declaró que los participantes del Proyecto Chanology son «individuos de todos los caminos de la vida […] unidos por el objetivo de hacer lo correcto».
En un correo electrónico a CNET News, Anonymous declaró que las actividades están previstas para el 10 de febrero de 2008 en la ciudad de Nueva York, Montreal, Houston, Londres, Melbourne, y Los Ángeles.
El 29 de enero de 2008, Jason Lee Miller de WebProNews declaró que una técnica de bombardeo a Google fue utilizado para que Scientology.org fuera el primer resultado al buscar en Google «secta peligrosa» (en inglés, “dangerous cult”). Miller dijo que era probable que Anonymous estuviera detrás del bombardeo, además que estaban intentando de que Scientology.org fuera el primer resultado al buscar «secta de lavado de cerebro» (en inglés, “brainwashing cult”) y de que el primer resultado al buscar «cienciología» (scientology) fuese Xenu.net. Rob Garner —de MediaPost Publications— escribió que «la Iglesia de la Cienciología sigue siendo el blanco de un grupo llamado Anonymous, cuyas herramientas de elección para sus ataques son los bombardeos a Google y al sitio YouTube».

### Protestas en la calle

#### Primeras protestas en la calle

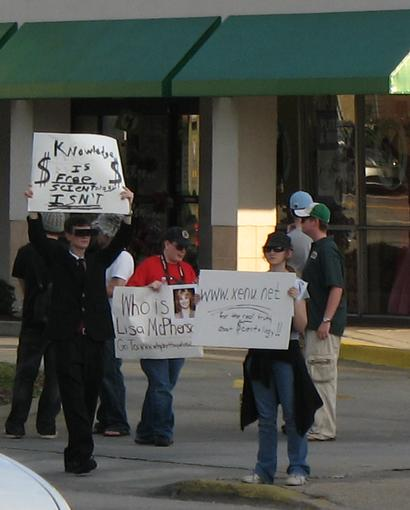
Participantes en el Proyecto Chanology protestan en Orlando (Florida); 2 de febrero de 2008.

El 28 de enero de 2008, en YouTube apareció un vídeo que documentaba una de las primeras protestas de Anonymous frente a los centros de la Iglesia de la Cienciología. Esta protesta ocurrió en Orlando, Florida en Estados Unidos. Unos pocos anónimos mostraban un cartel a los coches, que pasaban al lado del centro de la Iglesia de la Cienciología local, invitando a los conductores a «tocar la bocina si odiaban la cienciología». Gran parte de los conductores así lo hizo, incluidos conductores de autobuses y una ambulancia. Los participantes en la protesta fueron fotografiados por un empleado del centro cienciológico, algunos incluso han sido perseguidos al acabar la protesta.
El 2 de febrero de 2008, también en Orlando, la protesta se repitió, pero con mucha más participación (alrededor de 150 personas). Los carteles animaban a buscar información sobre la extraña muerte de Lisa McPherson y otros relacionados con la Iglesia de la Cienciología, e información en general sobre el asunto. El mismo día, al menos otras dos protestas contrarias a la Iglesia de la Cienciología se llevaron a cabo. Una en Santa Bárbara (California), y otra en Mánchester (Inglaterra).

#### Protesta mundial del 10 de febrero de 2008

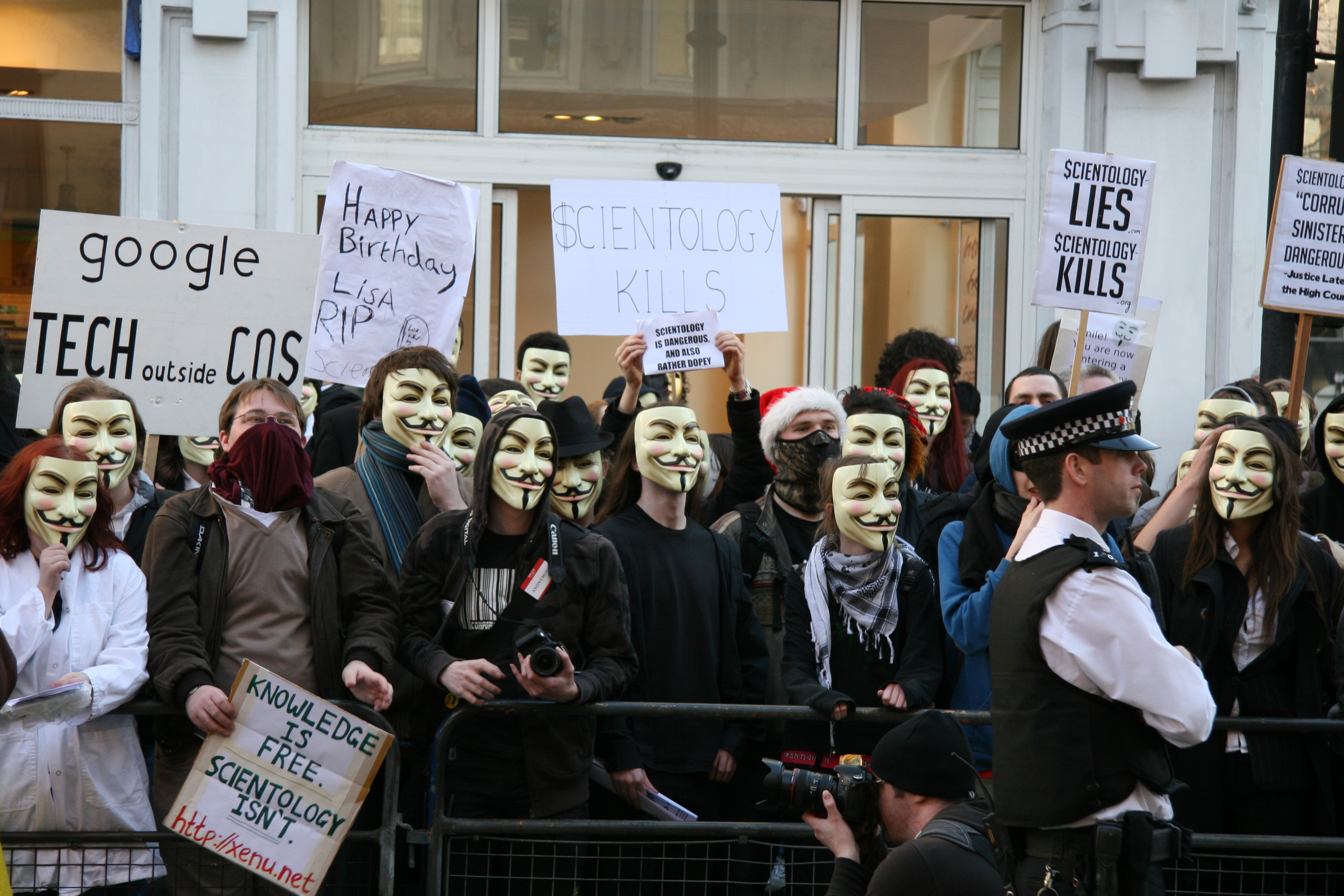
Manifestantes llevando máscaras de Guy Fawkes de la película V for Vendetta. Londres, 10 de febrero de 2008.

La primera protesta mundial frente a los centros de la Iglesia de la Cienciología, planeada por Anonymous, se realizó el 10 de febrero de 2008, coincidiendo con el cumpleaños de Lisa McPherson, una de las víctimas de la iglesia. Se manifestaron más de 7000 personas en una serie de ciudades de Australia, Europa, Estados Unidos y Canadá, denunciando prácticas ilegales e inmorales llevadas a cabo por la Iglesia de la Cienciología, y reivindicado el derecho a la libre información.

#### Protesta mundial del 15 de marzo de 2008
El 15 de marzo de 2008, es decir, dos días después del cumpleaños de L. Ron Hubbard, el fundador de la cienciología, Anonymous realizó su segunda protesta mundial contra la secta. Cientos de personas de Oceanía, Europa y América se reunieron para la «celebración». Muchos llevaron todo tipo de máscaras, aunque principalmente de Guy Fawkes, para que la secta no pudiera identificar a los manifestantes.

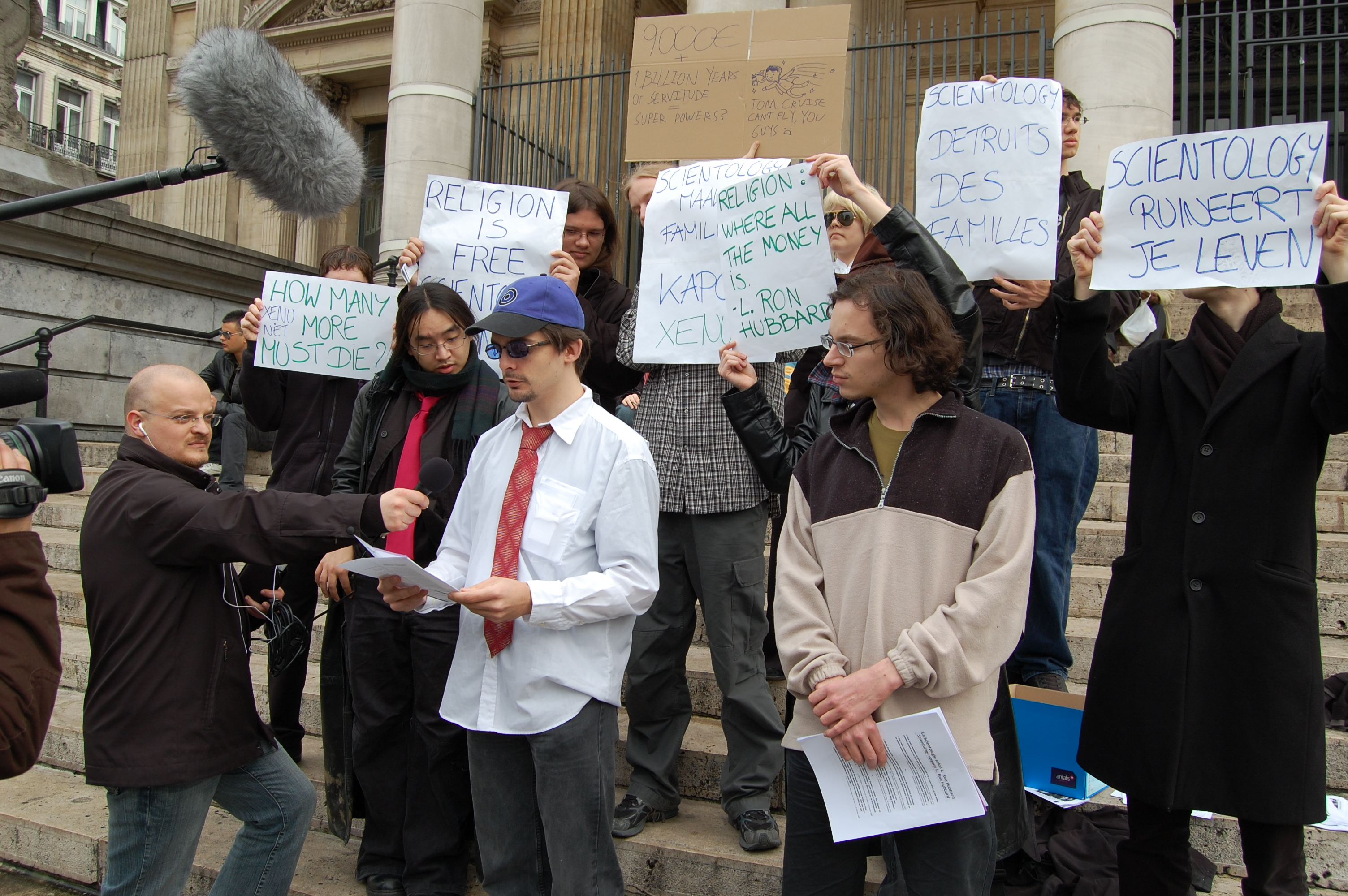
Protesta de Anónymous en Bruselas (Bélgica); 15 de marzo de 2008. En uno de los carteles: «La cienciología destruye familias».

#### Protesta mundial del 12 de abril de 2008
Anonymous continuó con protestas, en ciudades como Toronto, Londres, Sídney y Berlín, el 12 de abril. Esta vez se centró en denunciar la política de «desconexión de familias» de la Iglesia de la Cienciología.

#### Operación Sea Arrrgh
El 14 de junio de 2008, se reanudaron las protestas tituladas «Sea Arrrgh», como una referencia satírica a la Organización del Mar de la Iglesia de la Cienciología. Anonymous denunció prácticas de dicha organización, como firmar contratos con sus miembros por «mil millones de años», o forzar a realizar un aborto si alguna de sus miembros quedara embarazada.
Como en otras ocasiones las protestas se centraron en las mayores ciudades de Nueva Zelanda, Australia, Alemania, Reino Unido, Canadá y Estados Unidos.